# Vincelottes
Vincelottes ist eine französische Gemeinde mit 282 Einwohnern (Stand: 1. Januar 2022) im Département Yonne in der Region Bourgogne-Franche-Comté (vor 2016 Bourgogne); sie gehört zum Arrondissement Auxerre und zum Kanton Vincelles. Die Einwohner werden Vincelottois genannt.

## Geographie
Vincelottes liegt etwa 14 Kilometer südsüdöstlich von Auxerre an der Yonne, die die Gemeinde im Westen begrenzt. Umgeben wird Vincelottes von den Nachbargemeinden Saint-Bris-le-Vineux im Norden, Irancy im Osten und Nordosten, Vincelles im Süden und Westen sowie Escolives-Sainte-Camille im Nordwesten.

## Bevölkerungsentwicklung
| Jahr                       | 1962 | 1968 | 1975 | 1982 | 1990 | 1999 | 2006 | 2018 |
| Einwohner                  | 292  | 328  | 251  | 288  | 286  | 290  | 312  | 285  |
| Quellen: Cassini und INSEE |      |      |      |      |      |      |      |      |

## Sehenswürdigkeiten
- Kirche Saint-Martin, Monument historique